# Hipótesis extraterrestre
La hipótesis extraterrestre (también conocida por sus siglas en inglés, ETH) es una hipótesis sin ninguna base científica o histórica que dice que los OVNI o UFO (por su siglas en inglés) son un tipo de vida extraterrestre o criaturas no humanas que vienen de otros planetas y que utilizan naves espaciales para visitar la Tierra.

## Etimología
El origen del término hipótesis extraterrestres es desconocido, pero su uso en material impreso aparece desde la segunda mitad de la década de 1960. En 1966 el ufólogo francés Jacques Vallée lo utilizó en su libro Challenge to science: the UFO enigma. Más tarde se usó en una publicación del ingeniero francés Aimé Michel en 1967, por el Dr. James E. McDonald en un simposio de marzo de 1968 y otra vez por McDonald y James Harder, cuando dieron su testimonio ante el comité United States House Committee on Science, Space and Technology en julio de 1968. El escéptico Philip J. Klass lo utilizó en 1968 en su libro "UFOs-Identified". En 1969 el físico Edward Condon definió la "hipótesis extraterrestre" o "Eth" como naves espaciales u OVNI enviadas a la Tierra desde otra civilización u otro espacio fuera de la Tierra, o de un planeta, asociado con una estrella más distante de esta. Esta idea fue ampliamente explicada en un documento conocido como el Informe Condon. Algunos investigadores de ovnis dieron crédito a lo que señala, y con esto se popularizó el término abreviado "ETH".

## Cronología
A pesar de que el término ETH es conocido por todos como una hipótesis unificada, es un concepto relativamente nuevo, el cual le debe mucho a los "avistamientos de platillos" que se dieron entre los años 1940 y 1960, pero también a una serie de acontecimientos anteriores, como el ahora desacreditado Canales de Marte y antigua civilización marciana promovido por el astrónomo Percival Lowell, la cultura popular que incluye los libros de H. G. Wells y otros pioneros de la ciencia ficción, tales como Edgar Rice Burroughs, quien también escribió sobre civilizaciones marcianas, e incluso otros personajes como el filósofo, místico y científico sueco Emanuel Swedenborg, quien promovía un conjunto de puntos de vista no muy convencionales que unía el tema OVNI con el más allá.
También en la primera parte del siglo XX, Charles Fort recogió los testimonios de fenómenos físicos anómalos de los periódicos y revistas científicas, incluyendo muchos informes de extraordinarios objetos aéreos. Estos informes fueron publicados por primera vez en 1919 en The Book of the Damned/El Libro de los Condenados. En este y en dos libros posteriores, New Lands/Nuevas Tierras (1923) y Lo! (1931), Fort sostenía la teoría de que los visitantes de otros mundos observaban la Tierra. Los informes de Fort de estos primeros fenómenos aéreos desconocidos fueron citados con frecuencia en los periódicos estadounidenses cuando el fenómeno OVNI atrajo la atención mediática entre junio y julio de 1947.
El concepto moderno de ETH - que vincula las naves espaciales y luces en el cielo con la vida extraterrestre - echó raíces en la década de 1940 y tomó su forma actual durante la década de 1950. Por lo tanto, tuvo su origen tanto en la pseudociencia como en la cultura popular. Sin embargo, a diferencia de lo que se creía antes de que naciera el concepto ETH, ahora también está involucrado el gobierno de los EE. UU. y de otros pocos países que estaban investigando el fenómeno, así como grupos privados de civiles, tales como NICAP y APRO.

### Informes históricos de supuestas visitas extraterrestres
Un antiguo ejemplo acerca de la especulación de visitantes extraterrestres se pueden encontrar en el diario francés Le Pays, del 17 de junio de 1864, donde se publicó una historia acerca de dos geólogos estadounidenses que decían haber encontrado una criatura momificada con forma de extraterrestre, que carecía de pelo y con un objeto sobresaliente en la frente. Esta se encontraba en una estructura con forma de huevo ovalado.
Un reporte posterior se halla en el diario Missouri Democrat de la ciudad de San Louis en EE. UU., el cual decía en octubre de 1865  que un cazador llamado James Lumley encontró en las Montañas Rocosas ciertos fragmentos de roca con "curiosos jeroglíficos", lo cual parecía mostrar un objeto con compartimientos que creía que estaba siendo utilizado como transporte de "algo animado". Esto lo dijo luego de que investigara que había caído un meteorito en Great Falls (Montana). El periódico especula que "posiblemente, los meteoritos podrían ser utilizados como un medio de transporte por los habitantes de otros planetas, en la exploración del espacio".
H. G. Wells escribió en 1898 su clásica novela de ciencia ficción La Guerra de los Mundos, donde muchos coinciden en decir que es donde por primera vez se habla de una visita e invasión de marcianos. Sin embargo, antes de Wells, los historiadores de ovnis estadounidenses Jerome Clark y David M. Jacobs hablaron en unos reportes de diarios llamados Mystery airships, en donde se decía que las visitas eran de origen extraterrestre, especialmente de Marte. Por ejemplo, el diario Washington Times en 1897 especulaba que las naves eran "una flota de reconocimiento marciana" y el diario Saint Louis Post-Dispatch escribía, "pueden ser visitantes de Marte, pero lo que causaría pánico total, es si al final quieren invadir el planeta que han estado buscando". Entre 1909 y 1912 hubo otra ola de avistamiento de ovnis, ante la cual hubo otra explicación al tema extraterrestre, por ejemplo, una carta enviada el 1909 a un diario de Nueva Zelanda que sugería que eran "naves que vienen de Marte y que tienen un poder atómico".
Desde 1920 el tema de las visitas de naves extraterrestres ganó popularidad gracias a las tiras cómicas, programas de radio y series de TV como Buck Rogers y Flash Gordon. Para el caso particular de la serie de Flash Gordon se muestra a una Tierra siendo atacada por meteoritos alienígenas, rayos extraterrestres y armas biológicas. En 1938 el programa de radio llamado Guerra de los Mundos, hecho por Orson Welles, era una versión contemporánea de la invasión marciana de H. G. Wells y que creó un pánico global en los Estados Unidos. Este programa radiofónico influyó en los comentarios que se produjeron en 1947, cuando se dieron en los EE. UU. nuevos casos de "platillos volantes".